# Горбахский сельсовет
Горбахский сельсовет (бел. Гарба́хскі сельсавет) — административная единица на территории Ивановского района Брестской области Белоруссии.

## Состав
Горбахский сельсовет включает 9 населённых пунктов:
- Вороцевичи — деревня.
- Глинно — деревня.
- Горбаха — агрогородок.
- Журавок — деревня.
- Завоятин — деревня.
- Климентиново — деревня.
- Овзичи — деревня.
- Снитово — агрогородок.
- Трудовая — деревня.